# Oncostemum laurifolium
Oncostemum laurifolium är en viveväxtart som beskrevs av Carl Christian Mez. Oncostemum laurifolium ingår i släktet Oncostemum och familjen viveväxter. Inga underarter finns listade i Catalogue of Life.